# プロジェクト管理ソフトウェア
プロジェクト管理ソフトウェア（プロジェクトかんりソフトウェア、英: 、PMS）には、リソースツールの計画、編成、管理、およびリソース見積もりの作成を支援する機能がある。ソフトウェアの洗練度に応じて、見積もりと計画、スケジューリング、コスト管理と予算管理、リソース割り当て、グループウェア、コミュニケーション、意思決定、品質管理、時間管理、文書化システムを管理することができる。今日、多数のPCベース、またはブラウザベースのプロジェクト管理ソフトウェアと契約管理ソフトウェアソリューションが存在し、ほぼすべての業種業態で対応するそれぞれのアプリケーションが存在する。

## 歴史

### 先駆者
プロジェクト管理ソフトウェアの開発に歴史的に関連する最初の年は1896年で、ハーモノグラムの導入が特徴である。ポーランドの経済学者KarolAdamieckiは、タスク開発をフローティングチャートに表示しようとし、現在のプロジェクト管理ソフトウェアの基盤を築いた。1912年には、ヘンリー・ガントがハーモノグラムをより高度なガントチャートに置き換えた。これは、1931年初頭にフーバーダムの目的で船の設計タスクを分解したスケジューリング図である。今日のガントチャートは、元のチャートとほぼ同じであり、多くのプロジェクト管理システムの一部である。

### 「プロジェクト管理」という用語の出現と最新の技術
プロジェクト管理という用語は、1954年に米空軍のバーナード・アドルフシュリーバー将軍が軍事目的で導入する前は使用されていなかった。その後の数年間で、プロジェクト管理はビジネスの世界で重要性を増した。この傾向は、 American Association of Engineers AACE（1956）の設立、および1957年以降のプロジェクト期間を計算するRang andDuPontのクリティカルパス法と大きく関係していた 。 
この傾向は、1958年のProgram Evaluation and Review Technique (PERT) の登場にも関連している。 PERTはプロジェクトの監視をさらに進め、ユーザーがタスクを監視できるようにすると同時に、品質を評価し、各タスクを完了するために必要な時間を見積もることができた。ガントチャートやCPMと同様に、PERTは軍事目的で、今回は米海軍のポラリスミサイル潜水艦プログラムのために考案された。 
1965年に、プロジェクト管理技術に新たな改善があった。米国国防総省は、プロジェクトをさらに小さな視覚単位に分解し、階層的なツリー構造に編成するための作業分解図 (WBS) を提示した。 WBSは、ウィンストンロイスのウォーターフォールメソッド（1970年）のインスピレーションであり、前のタスクが完了する前に新しいタスクを開始できないように管理フェーズが編成されている。

### 最初のプロジェクト管理製品と協会
1965年から1969年の間に、ヨーロッパの国際プロジェクト管理協会 (IPMA)と、プロジェクト管理の専門家を養成し、証明書を発行するプロジェクト管理協会 (PMI) の2つの主要なプロジェクト管理協会が設立されました。ビジネスがテクノロジーベースのペーパーレス手法に移行するにつれて、最初のプロジェクト管理システムが出現し始めた。オラクルとアルテミスは1977年にプロジェクトマネージャーを立ち上げたが、ScitorCorporationは1979年に同じことを行った 。 その後の数十年で多くの改善が行われた。1986年にカーネギーメロン大学のソフトウェアエンジニアリングインスティテュートは、急速に成熟するプロセスのための5レベルのプロジェクト管理方法である機能成熟度ソフトウェアを導入した。1988年には、アーンド・バリュー・マネジメントが開発され、プロセスのスコープとコストをスケジュールに追加するようになった。この傾向はPRINCE2 （1996）でも続き、プロセス数が7に増えたため、開発者は複雑なプロジェクトを管理するための製品の設計を検討した。2001年に、彼らはアジャイルプロジェクト管理の概念を採用し、適応計画と変更への柔軟な対応に焦点を合わせた。2006年には、ユーザーはすでに総コスト管理をトリガーすることができた。これは、プロジェクト管理のコストを制御および削減するのに役立つフレームワークである。 

### SaaSおよびクラウドベースのプロジェクト管理ソフトウェア
Software as a Service (SaaS) のトレンドは2008年に始まり、ユーザーはチームにとって最も柔軟なタイプのプロジェクト管理ソフトウェアとして認定された。2009年、US Newsは、プロジェクト管理を、高給の仕事を得るために最も要求されるスキルの1つとして分類した。 
2010年以降、最も人気のあるプロジェクト管理ソリューションはクラウドベースであり、任意の場所またはデバイスから情報にアクセスしようとしている仮想チームのニーズに合わせて設計された。その結果、2012年には、ユーザーが外出先で適用できる最初のモバイルプロジェクト管理アプリが登場した。 

### トレンド
モノのインターネットの出現により、プロジェクト管理ソフトウェアが開発され、テストテクノロジー、開発ツール、および改善されたサイバーセキュリティ手法が組み込まれた。 

## タスクとアクティビティ

### スケジューリング
最も一般的なプロジェクト管理ソフトウェアツールの種類の1つは、スケジューリングツールである。スケジューリングツールは、プロジェクトアクティビティを順序付け、日付とリソースをそれらに割り当てるために使用される。スケジューリングツールによって生成されるスケジュールの詳細と洗練度は、使用されるプロジェクト管理方法、提供される機能、およびサポートされるスケジューリング方法によって大幅に異なる可能性がある。スケジューリングツールには、以下のサポートが含まれる場合がある。 
- アクティビティ間の複数の依存関係タイプ。
- リソースの割り当てと平準化
- クリティカルパス
- アクティビティ期間の推定と確率ベースのシミュレーション
- アクティビティの原価計算。

### 情報提供
プロジェクト計画ソフトウェアは、さまざまな人々や利害関係者に情報を提供することが期待でき、プロジェクトを完了するために必要な作業のレベルを測定および正当化するために使用できる。一般的な要件は次の通りである。
- タスクの完了にかかる時間に関する概要情報。
- プロジェクトへのリスクの早期警告。
- 休日を計画するためのワークロードに関する情報。
- 証拠。
- プロジェクトがどのように進行したか、特に実際のパフォーマンスと計画されたパフォーマンスがどのように関連しているかに関する履歴情報。
- 利用可能なリソースの最適な利用。
- コストの維持。
- 各チームメイトと顧客とのコラボレーション。
- 共同作業者や顧客への即時のコミュニケーション。

## 種類

### デスクトップ
プロジェクト管理ソフトウェアは、各ユーザーのデスクトップで実行されるプログラムとして実装されている。デスクトップソフトウェアとして実装されるプロジェクト管理ツールは、通常、プロジェクトマネージャー、またはスケジューラーやリスクマネージャーなどの別の対象分野の専門家が使用するシングルユーザーアプリケーションである。

### ウェブベース
プロジェクト管理ソフトウェアは、 ウェブブラウザを使用してアクセスするウェブアプリケーションとして実装されている。これには、スマートフォンまたはタブレットを使用してアプリケーションにアクセスする機能も含まれる場合がある。SaaSもウェブベースであり、プロジェクト管理、プロジェクト管理情報システム（PMIS）、プロジェクトポートフォリオ管理 (PPM) など、多くのビジネスアプリケーションの一般的な配信モデルになっている。SaaSは通常、ウェブブラウザを介してシンクライアントを使用するユーザーによってアクセスされる。

### モバイル
近年、プロジェクト管理ソフトウェアはモバイルデバイスに移行した。2015年以降は、世界ではコンピューターよりも多くの携帯電話が使われている。したがって、SaaSアプリケーションをモバイルデバイスに移行することは完全に理にかなっている。この移行には、ユーザーが外出先でプロジェクトの詳細を表示および更新できるという追加の利点がある。

### パーソナル
個人のプロジェクト管理アプリケーションは、通常、ライフスタイルやホームプロジェクトを管理するために自宅で使用されるアプリケーションである。個人のプロジェクト管理ソフトウェアは通常、より単純なインターフェースを必要とするが、シングルユーザーシステムとはかなり重複している。

### シングルユーザー
シングルユーザーシステムは、プロジェクト計画を一度に編集する必要があるのは1人だけであるという前提でプログラムされている。これは、中小企業や、トップダウンのプロジェクト計画に関与する人が少ない企業で使用できる。デスクトップアプリケーションは通常、このカテゴリに分類される。

### 共同作業
コラボレーションシステムは、プランのさまざまなセクションを一度に変更する複数のユーザーをサポートするように設計されている。たとえば、それらの見積もりが全体的な計画に統合されるように、彼らが個人的に責任を負う領域を更新する。エクストラネットを含むWebベースツールは、一般にこのカテゴリに分類されるが、ユーザーがライブインターネットアクセスを持っている場合にのみ使用できるという制限がある。この制限に対処するために、クライアントサーバーアーキテクチャを使用する一部のソフトウェアツールは、ユーザーのデスクトップコンピューターで実行され、ユーザーが定期的にネットワークに接続するときに中央サーバーを介してプロジェクトおよびタスク情報を他のプロジェクトチームメンバーに複製するリッチクライアントを提供する。一部のツールを使用すると、チームメンバーは自分のスケジュール（および他のメンバーは読み取り専用）をチェックして、ネットワークに接続していないときに作業することができる。データベースに再接続すると、すべての変更が他のスケジュールと同期される。

### ビジュアル
プロジェクト管理の一般的な問題は、変動する大量のプロジェクトデータの表示と理解の両方が難しいことである。 これに取り組むために、一部のプロジェクト管理ソフトウェアは情報の視覚化を利用して、ユーザーがデータをより簡単に見つけ、分析し、変更できるようにする。情報過多を回避するために、「最初に概要を示し、ズームとフィルタリングを行い、次に詳細をオンデマンドで」という視覚化のマントラに従うことがよくある。 